# Ipv Delft
Ipv Delft is een Nederlands ontwerpbureau dat zich voornamelijk richt op het ontwerpen, engineeren en realiseren van bruggen, infrastructuur, verlichting en openbare ruimte. Het bureau is in 1996 opgericht.

## Portfolio
Het bureau is voornamelijk actief in Nederland en heeft zijn hoofdkantoor dan ook in Delft. In Nederland heeft het bureau het ontwerp geleverd voor de Liniebrug bij Nigtevecht, de Schuttebusbrug bij Station Zwolle en de Hovenring en Tegenbosch in Eindhoven. In Amsterdam heeft het bureau de drijvende steiger in het Oosterdok ontworpen met de daarbij behorende Simon Carmiggeltbrug, Harry Banninkbrugen de Annie M.G. Schmidtbrug. Voor het project Laan van Spartaan heeft het bureau de Peter Postbrug, Puck van Duyne-Brouwerbrug en de Rie Beisenherzbrug ontworpen. Verder hebben ze nog de Rode brug in Amsterdam-Zuid en de Kadoelenbrug in Amsterdam-Noord ontworpen en hebben ze een bijdrage geleverd aan het ontwerp van de Spaarndammertunnel in Amsterdam-West.
Sinds 2018 zijn ze ook internationaal actief. Zo is ipv Delft geselecteerd om samen met Amerikaanse partners, Jacobs Engineering Group en Alta Planning + Design, een ontwerp te verzorgen voor het Los Angeles River Path Project langs de LA River. In juli 2019 werd ipv Delft geselecteerd om een ontwerp te leveren voor een nieuwe verbinding naast de Causeway Bridge in Perth, Australië. Op 26 augustus 2020 maakten de Australische autoriteiten bekend voor het ontwerp van ipv Delft en zijn Australische partner WSP te kiezen.

### Nederland
- Figeebrug - Haarlem
- Verlichting Plein - Den Haag
- Liniebrug - Nigtevecht, Utrecht
- Schuttebusbrug - Zwolle
- Hovenring - Eindhoven
- Groene Brug - Pijnacker-Nootdorp
- Tegenbosch - Eindhoven[4]

### Overig
- Los Angeles River Path Project  - Los Angeles, Verenigde Staten
- Verbinding Swan - Perth, Australië[5]

## Prijzen en nominaties
In 2014 won de Hovenring de Staalprijs 2014 in de categorie Internationale projecten. In 2017 won ipv Delft de Benelux Trofee voor Thermisch Verzinken voor zijn ontwerp van Poort Neerbosch in Nijmegen. De Schuttebusbrug, een busbrug nabij het station van Zwolle werd samen met drie andere civiele projecten genomineerd voor de Betonprijs 2019. Hiernaast won deze brug de Duitse Thüringer Staatspreis für Ingenieurleistungen.